# Bundesstraße 313
Die Bundesstraße 313 (Abkürzung: B 313) verbindet die B 10 bei Plochingen mit dem Bodensee bei Stockach.

## Verlauf

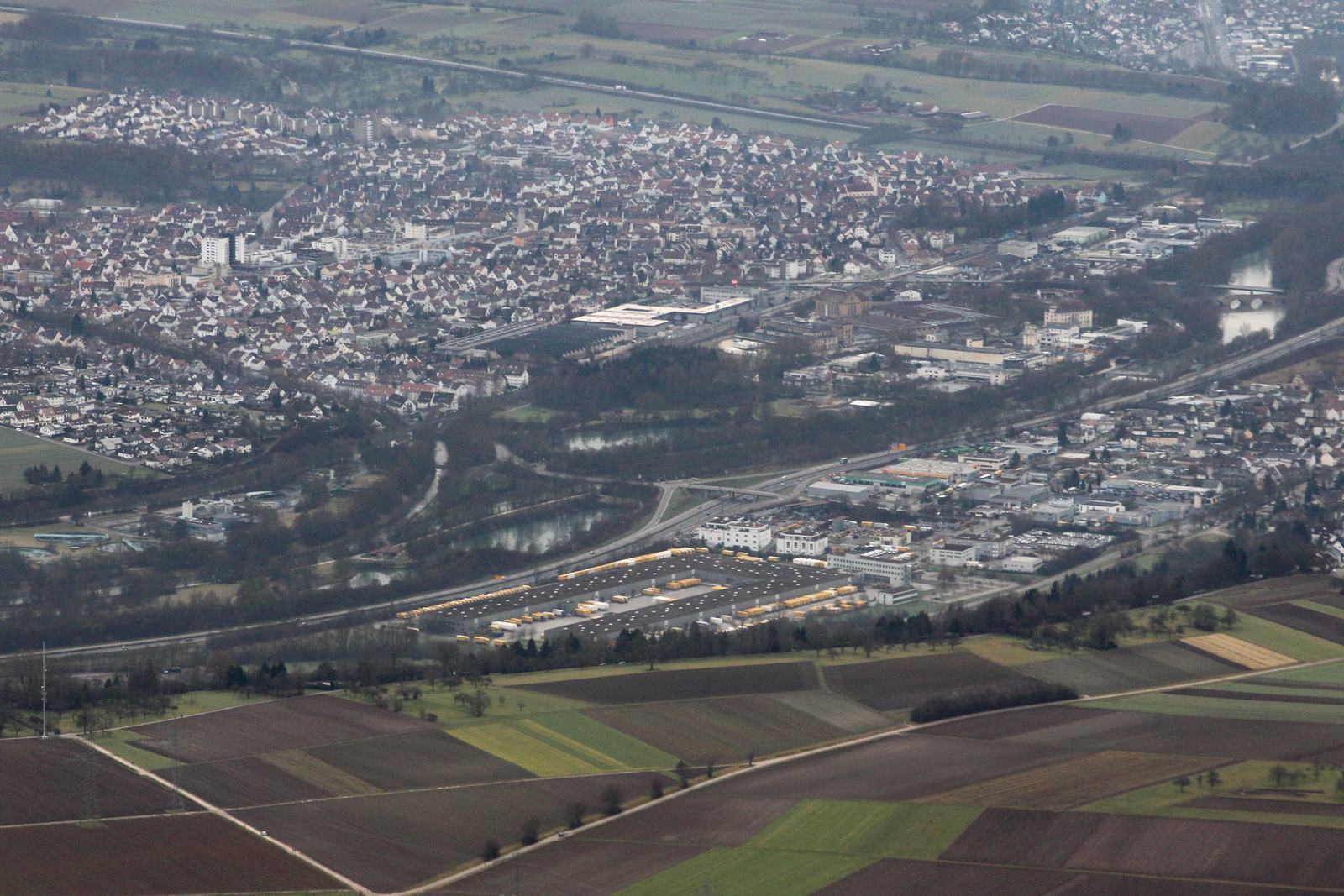
B 313 kurz südlich ihres Plochinger Startpunktes, in Höhe von Köngen.

Die Bundesstraße 313 zweigt bei Plochingen von der Bundesstraße 10 ab, kreuzt dann bei Wendlingen die A 8, in Nürtingen die B 297 und vereinigt sich bei Metzingen mit der B 312. Gemeinsam mit dieser und der B 28 führt sie nach Reutlingen. Dort zweigt die Bundesstraße 28 Richtung Tübingen ab und die B 313 führt durch das Echaztal hinauf bis Engstingen auf der Schwäbischen Alb. Dort zweigt die B 312 ab. Zwischen Gammertingen und Sigmaringen, wo sie die Donau überquert, verläuft sie zusammen mit der B 32, dem Tal der Lauchert folgend. Im Bereich der Nordumfahrung von Meßkirch verläuft sie gemeinsam mit der B 311, zweigt bei Heudorf nach Süden ab, führt durch Stockach, und endet, indem sie in Espasingen in die B 34 mündet. 
2019 wurde die bisherige Kreisstraße 6165 zwischen der Anschlussstelle Stockach West der Bundesautobahn 98 und der B 313 südlich der A 98 zur B 313 Ast aufgestuft. Eine Sanierung und Ertüchtigung der Strecke erfolgte zwischen September und Dezember 2019.
Im Oktober 2020 wurden Pläne zur Verlängerung der B 313 vom Dreieck Plochingen bis zur Anschlussstelle Mundelsheim der Bundesautobahn 81 bekannt. Die Bundesstraße würde dann gemeinsam mit der B 10 und B 14 bis Backnang führen. Im weiteren Verlauf könnte die Landesstraße 1115 zwischen Backnang und Mundelsheim dreispurig ausgebaut und zur B 313 aufgestuft werden.
Im August 2021 wurde bekannt, dass diese Pläne verworfen wurden und die Landesstraße 1115 zur Bundesstraße 328 hochgestuft wird.

## Geschichte

### Ursprung
Die Straße von Stockach nach Meßkirch wurde bereits 1765 zur Chaussee ausgebaut. Der anschließende Streckenabschnitt von Meßkirch nach Sigmaringen wurde zwischen 1769 und 1770 ebenfalls zur befestigten Kunststraße ausgebaut.
Die Straße von Großengstingen nach Gammertingen wurde ab 1822 als Vicinalstraße erbaut und stand im Jahr 1824 kurz vor ihrer Vollendung. 1861 wurde sie in den Kreis der Staatsstraßen aufgenommen und fortan als württembergische Staatsstraße Nr. 73 bezeichnet.

### Frühere Strecken und Bezeichnungen
Das Verzeichnis der Landstraßen in Baden vom 1. Juli 1901 teilt die heutige Bundesstraße 313 in zwei verschiedene Teilstrecken:
- Die badische Staatsstraße Nr. 62 zwischen Schaffhausen und Ulm führte auf 31 km Länge über badisches Territorium.
- Die badische Staatsstraße Nr. 63 führte von Meßkirch nach Sigmaringen.

Auf württembergischer Seite gab es 1886 folgende Teilstrecken:
- Die württembergische Staatsstraße Nr. 71 führte von Metzingen nach Reutlingen.
- Die württembergische Staatsstraße Nr. 72 führte von Reutlingen nach Riedlingen.
- Die württembergische Staatsstraße Nr. 73 führte von Gammertingen nach Großengstingen.

Die Reichsstraße 313 wurde um 1937 eingeführt.

## Vierspuriger Ausbau der B313

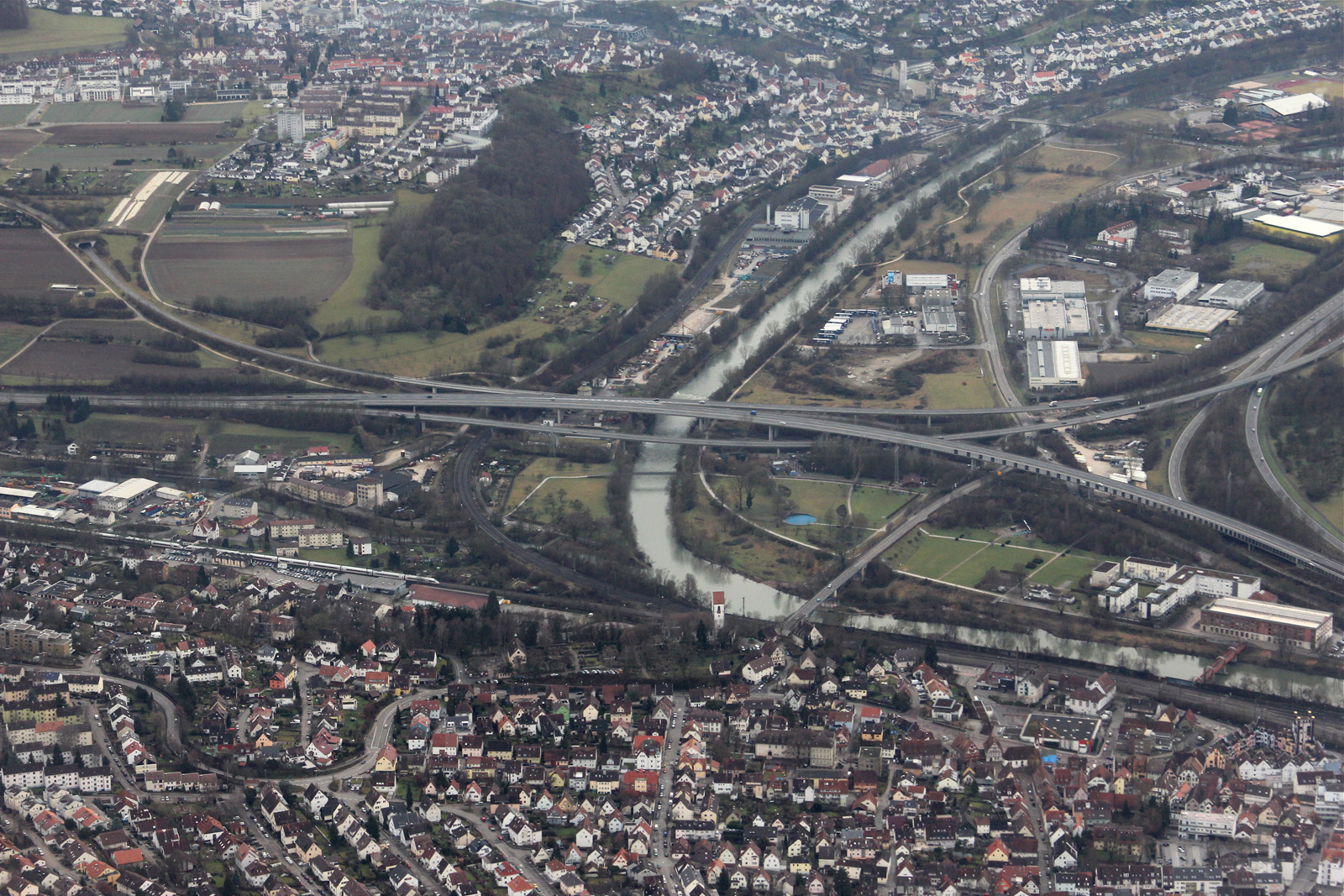
Startpunkt der B 313 am Plochinger Dreieck

Der Abschnitt zwischen der B 10 bei Plochingen und Nürtingen ist autobahnähnlich vierspurig ausgebaut. Der Abschnitt zwischen der Anschlussstelle Wendlingen (A 8) und Nürtingen wurde am 9. Dezember 2008 freigegeben. Seit 1. März 2010 gilt auf dem Abschnitt zwischen dem Plochinger Dreieck und der Autobahn 8 für Pkw eine Höchstgeschwindigkeit von 80 km/h, für Lkw 60 km/h. Zuvor war dieser Abschnitt in Richtung Stuttgart unlimitiert, in Richtung Wendlingen (Anschlussstelle an die A 8) auf 100 km/h limitiert.